# La Destruction libératrice
La Destruction libératrice (The World Set Free. A Story of Mankind) est un roman écrit par H. G. Wells en 1913 et publié en 1914. 
Paru avant le déclenchement de la Première Guerre mondiale, la trame de ce roman d'anticipation repose sur l'utilisation, dans les conflits militaires, d'armes nucléaires, qui se révèlent être à la fois plus destructrices et incontrôlables,,.
Un thème fréquent dans le travail de Wells, comme dans son livre Anticipations (1901), est l'histoire de la maîtrise de la puissance et de l'énergie par l'homme grâce aux avancées technologiques, considérées comme un facteur déterminant du progrès humain.

## Analyse de l'œuvre
Les scientifiques contemporains de Wells avaient déjà une connaissance de la radioactivité et du radium, un élément restant actif durant des milliers d'années : si cette énergie, une fois mesurée, semble négligeable, la concentrer reviendrait à en augmenter la puissance. Wells se sert de ce constat pour construire son histoire.
Les connaissances de Wells en physique atomique proviennent de la lecture de William Ramsay, Ernest Rutherford et Frederick Soddy. Ce dernier a découvert la désintégration de l'uranium. Dans son essai, Wealth, Virtual Wealth and Debt. The solution of the economic paradox, Soddy fait l'éloge de La Destruction libératrice. Le roman de Wells pourrait avoir influencé le développement de l'arme nucléaire : en effet, le physicien Leó Szilárd lut le livre en 1932, l'année même de la découverte du neutron. En 1933, Szilárd modélise le concept de réaction en chaîne et en dépose les brevets en 1934.

« The problem which was already being mooted by such scientific men as Ramsay, Rutherford, and Soddy, in the very beginning of the twentieth century, the problem of inducing radio-activity in the heavier elements and so tapping the internal energy of atoms, was solved by a wonderful combination of induction, intuition, and luck by Holsten so soon as the year 1933. »

Les « bombes atomiques » de Wells n'ont pas plus de force destructrice que les explosifs militaires utilisés à l'époque où il écrit ce livre : elles sont juste plus petites en termes de masse.
Wells considère la guerre comme le résultat inévitable de l'État moderne ; l'introduction de l'énergie atomique dans un monde divisé entraîne la faillite de la société. Les seules possibilités restantes seraient « soit la rechute dans l'humanité agricole, la barbarie ou l'acceptation de la science comme base d'un nouvel ordre social ».
Wells présente le thème du gouvernement mondial comme une solution à la menace des armes nucléaires.

« From the first they had to see the round globe as one problem; it was impossible any longer to deal with it piece by piece. They had to secure it universally from any fresh outbreak of atomic destruction, and they had to ensure a permanent and universal pacification. »

La Destruction libératrice se termine par un chapitre relatant les réflexions de l'un des sages du Nouvel Ordre, Marcus Karénine, au cours de ses derniers jours. Karénine fait valoir que la connaissance et la puissance, pas l'amour, sont la vocation essentielle de l'humanité, et qu'« il n'y a pas de limite absolue, ni à la connaissance ni à la puissance. »